# Emerald (schweizerische Band)
Emerald ist eine 1995 gegründete Schweizer Epic-Metal-Band. Ihr Stil ist vom Heavy Metal der 1980er Jahre beeinflusst.

## Geschichte
Emerald wurde 1995 durch Zusammenschluss der aufgelösten Bands Dark Crystal und Oppress gegründet. Ihr Ziel bei der Gründung war die Huldigung des Heavy Metals, wie ihn Iron Maiden, Virgin Steele oder auch Medieval Steel zu spielen pflegten.
Nach einigen Umbesetzungen kam es im November 1997 zur Feuertaufe auf einer Live-Bühne. Die Band trat erstmals an einem Jahreskonzert im Rahmen von „David's Musicworld“ auf.
Nachdem die Band im Jahre 1998 einige Erfahrung mit Live-Auftritten machte und ihr Repertoire an Songs umfangreicher wurde, nahm sie ihre erste CD auf: Rebels of Our Time. Nach durchwegs positiven Echos auf die CD folgten Reviews in Heavy-Metal-Magazinen wie Rock Hard, Metal Heart usw.
Im Jahre 2001 kam Emerald zu einem Auftritt am „Swiss Metal Attack Festival“ im Z7-Club in Pratteln. Dort spielten sie die neu geschriebenen Songs und veröffentlichten diese im Juni 2001 auf der CD Calling the Knights. Im Rock Hard wurde Calling The Knights das Demo des Monats. Noch im selben Jahr unterzeichneten Emerald ihren ersten Plattenvertrag bei Shark Records. Durch dieses Label wurde 2002 ein weltweiter Re-Release von Calling the Knights veröffentlicht.
2003 traten Emerald auf dem Headbangers Open Air auf, was für die Band den bis dato grössten Erfolg darstellte. Kurz darauf ging es wieder ins Studio (Mohrmann Studios, Bochum), um die dritte CD Forces of Doom aufzunehmen. Die CD wurde im Februar 2004 unter Shark Records auf den Markt gebracht. Zur selben Zeit wurde durch Nina Hausammann und Diana Dietrich der Fanclub Emerald-Knights ins Leben gerufen.
2005 traten Emerald unter anderem mit Nazareth, Anvil, Ruffians und Vortex auf. 2006 unterzeichneten Emerald bei Pure Steel Records einen neuen Plattenvertrag. Im Frühling 2007 begann die Band im Erzschlag Studio in Aue (D) mit den Aufnahmen zum  vierten Album Hymns to Steel. Das Album erschien im September 2007 (später auch als limitierte Doppel-Vinyl-LP über High Roller Records). Kurze Zeit nach der Veröffentlichung ersetzte Alex Spicher den bisherigen Schlagzeuger Andreas Bächler. Es folgten viele Konzerte im In- und Ausland, u. a. mit bekannten Bands wie Sabaton, Drifter, Stormwarrior oder Unrest. Emerald haben sich in den letzten Jahren ebenfalls an diversen Tribute Alben für Warlock, Manilla Road, Cirith Ungol und Angel Witch beteiligt sowie Songs auf über 12 Compilations platziert.
2009 verliess Frontmann Jvo Julmy die Band einvernehmlich aufgrund musikalischer Differenzen. Für den vakanten Posten konnten einerseits der Gitarrist Manuel Werro (ex-Fatherfuckers, ex-Shroudshifter) und andererseits der erst 23-jährige Sänger Thomas L. Winkler verpflichtet werden.
Am 20. November 2010 erschien das fünfte Studioalbum von Emerald, welches unter den Fittichen von V.O. Pulver (GurD, Destruction, Pro Pain) aufgenommen wurde und durch Pure Steel Records vertrieben wird. In der November-Ausgabe 2010 des Rock Hard erhielt das neue Werk 9/10 Punkte und in der Dezember-Ausgabe 2010 des Heavy-Magazin wurde das Album mit 11/12 Punkten bewertet.
Am 24. August 2012 erschien unter Pure Steel Records und mit derselben Besetzung wie die Vorgängerproduktion das sechste Studioalbum, mit dem Titel Unleashed, für welches sich wiederum V.O. Pulver als Produzent verantwortlich zeichnete. Gleich im Anschluss an den Release begab sich die Band auf ihre erste grosse Europa-Tournee als Support der Texas Metal Legende Helstar. Die Tour führte die Band durch Belgien, Holland, Tschechien, Österreich, Ungarn, Deutschland und die Schweiz. Derweil erhielt das neue Album euphorische Kritiken in der Metalpresse (Rock Hard erneut 9/10 Punkten und Platz 14 in der Richterskala) und einzelne Songs der Band waren auf der Rock Hard CD sowie der Rock It CD vertreten.
2013 verliess Sänger Thomas Winkler die Band. Nach langer Suche für den vakanten Sängerposten wurde man in der Person von George Call (Aska, ex-Omen), der bereits auf dem Album Unleashed als Gast ein Lied eingesungen hatte (Eye of the Serpent), fündig. Zwei Jahre später erfolgte erneut ein Wechsel hinter dem Mikrofon, nachdem sich die Zusammenarbeit mit dem in den Staaten lebenden George Call wegen der grossen Distanz als schwierig erwies. Mit Mace Mitchell fand man endlich wieder einen passenden Schweizer Sänger.

## Stil
Musikalisch ist die Band im europäischen Heavy Metal der 1980er Jahre verwurzelt.
Die Texte der Band handeln von typischen Heavy- und Epic-Metal-Themen: Schwerter, Heldentum und Mythologien. Auf Hymns To Steel wird erstmals auch Kritik an der heutigen Gesellschaft geübt. Songs wie Empire Of Lies behandeln etwa den Betrug der Gesellschaft am Einzelnen.

## Diskografie

### Eigenproduktionen
- 1999: Rebels of Our Time
- 2001: Calling the Knights

### Studioalben
- 2002: Calling the Knights (Re-Release)
- 2004: Forces of Doom
- 2007: Hymns to Steel
- 2010: Re-Forged
- 2012: Unleashed
- 2017: Reckoning Day
- 2019: Restless Souls